# الكف (فلم)
الكف هو فيلم مصري من إنتاج 1985. وهو من بطولة فريد شوقي ومديحة يسري وحسن مصطفى وآثار الحكيم وفاروق الفيشاوي، من إخراج محمد حسيب.

## قصة الفيلم
تدور أحداث الفيلم حول رجل يدعى (مختار) الذي يفقد أبنه يوم زواجه عن طريق رصاصة طائشة، ليتذكر بعدها انه التقى في شبابه قبل أربعين عام عراف يقرأ الكف، والذي يخبره أنه سيتزوج وينجب ثلاث أولاد وسيموت أولاده جميعا في يوم زواجهم. وتتحقق تلك التنبؤات في ابنه الثاني (حسام) الذي توفي بدوره في حادث حركه هو وزوجته يوم زواجه، ليبدأ مختار في تصديق صحة تنباءات العراف فيحاول أن يبحث عن هذا العراف ليجده قد توفي منذ فترة طويله، ولكنه لم ييأس وليبحث بعد ذلك بكل من تنبأ لهم العراف سابقا من أصحابه ليعرف ما حدث لهم ليجد أن جميعهم تحققت عليهم تنبؤات ذلك العراف، وفي الأثناء يصل ولده الثالث (عمر) من هولندا الذي كان يدرس الدكتوراه هنالك ويلتقي مره بالصدفة جارتهم التي عادت من أمريكا (إيناس) فيقعا بحب بعضهما، ويطلب زواجها فيحاول والده مختار منعه من الزواج حتى لا يكون مصيره بمصير إخوانه، ولكنه يردخ للإلحاح ابنه الذي يعلم بعد ذلك بحقيقة رفض والده ووالدته وكذلك والد إيناس من زواجهم، فيصران على خوض تجربه الزواج رغم التنبؤ لأنهم يحبون بعضهما ويعتقدان أنها مجرد خرافات من العراف، فيتم زواجهم وأثناء تحليق الطائرة تتعرض الي عطل وتسقط في المطار ولكنهما ينجيان من الحادث.

## طاقم العمل
- إخراج: محمد حسيب
- قصه سيناريو وحوار: أحمد عبد الرحمن

### بطولة
- فريد شوقي
- مديحة يسرى
- حسن مصطفى
- آثار الحكيم
- فاروق الفيشاوي

## وصلات خارجية
- مقالات تستعمل روابط فنية بلا صلة مع ويكي بيانات